# シャダシア・グリーン
シャダシア・アマンダ・グリーン（Shadasia Amanda Green、1989年8月7日 - ）は、アメリカ合衆国のプロボクサー。ニュージャージー州パターソン出身。現IBF・WBO女子世界スーパーミドル級統一王者。

## 来歴
オールドドミニオン大学にてバスケットボール選手として活躍。
ボクシングに転向した後、2016年世界選手権に出場し、ヘビー級で決勝まで進むもに敗れ銀メダルだった。
2019年1月26日、Briana Kirkwood戦でプロデビューし、2回TKO勝利。
2020年10月3日、プロ6戦目でMartha Patricia Lara GaytanとのWBC女子インターナショナルスーパーミドル級王座決定戦に臨み、1回1分17秒TKOでプロ初タイトル獲得。
2022年1月15日、Angelica López FloresとのWBCスーパーミドル級シルバー王座決定戦に臨み、1回1分35秒TKOでシルバー王座獲得。
2023年2月4日、エリン・セダルース相手にWBCシルバー王座の初防衛戦を行い、6回1分8秒TKOで初防衛に成功。
2023年12月15日、フロリダ州オーランドにてフランション・クルーズが持つWBA女子世界スーパーミドル級暫定王座とサバンナ・マーシャルの休養王座認定のため空位となったWBC正規王座をかけて臨むが、0-3判定でプロ初黒星。
2024年7月20日、ナターシャ・スペンスに3-0判定で勝利し再起成功。
2024年11月15日、 メリンダ・ワトプールとのWBO女子世界スーパーミドル級王座決定戦に臨み、2-1判定で初の世界王座獲得を果たした。
2025年7月11日、マディソン・スクエア・ガーデンにてIBF王者サバンナ・マーシャルとの王座統一戦に臨み、2-1判定で王座統一に成功。

## 戦績
- プロボクシング：17戦 16勝 (11KO) 1敗

## 獲得タイトル
- WBO女子世界スーパーミドル級王座（防衛1）
- IBF女子世界スーパーミドル級王座（防衛0）